# Abjörn Sixtensson
Abjörn Sixtensson (Sparre av Tofta), död 1310, var en svensk riddare, riksråd och drots. Han var son till en övrigt okänd Sixten och Ingrid Abjörnsdotter.

## Biografi
Abjörn Sixtensson (Sparre av Tofta) var son till Sixten (Sparre) och Ingrid Abjörnsdotter. Han nämns första gången 1295 och blev riddare senast 1296. Han var riksråd 1297 och var hertig Eriks drots från 1302 och från 1307 även som hertig Valdemars. Mellan 17 maj 1304 och 8 januari 1307 är han försvunnen ur det svenska diplommaterialet på grund av landsflykt och godsindragning. Han avled 1310.

### Egendom
Abjörn Sixtensson ägde Salsta slott i Lena socken och Ängsö slott i Ängsö socken. Han ägde även gods i Bro härad, Norunda härad, Rasbo härad, Vallentuna härad och Åkers skeppslag i Uppland, i Västerrekarne härad i Södermanland, i Siende härad i Västmanland i Sundbo härad i Närke, i Aska härad, Dals härad, Lösings härad och Östkinds härad i Östergötland och på Själland i Danmark.

### Familj
Abjörn Sixtensson var 1296 gift med Ingeborg Ulfsdotter (Ulv), dotter till riddaren Ulf Karlsson (Ulv). Ingeborg Ulfsdotter var änka efter riddaren Knut Matsson (Lejonbjälke). Abjörn Sixtensson och Ingeborg Ulfsdotter fick tillsammans barnen Nils Abjörnsson (Sparre av Tofta) och Ulf Abjörnsson (Sparre av Tofta).
Dessa äldre Sparrar förde i sitt vapen en röd sparre i gult fält (Abjörn Sixtensson son Nils Abjörnsson (Sparre av Tofta) förde en sparre jämte tre rosor, två ovan och en nedan). Samma färger torde lagmännen Arvid Gustafsson d. ä. (f. 1317), Gustaf Arvidsson (död omkring 1370) och Arvid Gustafsson d. y. (död omkring 1380) ha fört och väl således tillhört samma ätt.